# Okres Zambrów
Okres Zambrów (polsky Powiat zambrowski) je okres v polském Podleském vojvodství. Rozlohu má 733,11 km² a v roce 2019 zde žilo 43 505 obyvatel. Sídlem správy okresu je město Zambrów.

## Gminy
Městská:
- Zambrów

Vesnické:
- Kołaki Kościelne
- Rutki
- Szumowo
- Zambrów

## Město
- Zambrów